# Volta a Llombardia 1932
La Volta a Llombardia 1932 fou la 28a edició de la Volta a Llombardia. Aquesta cursa ciclista organitzada per La Gazzetta dello Sport es va disputar el 23 d'octubre de 1932 amb sortida i arribada a Milà després d'un recorregut de 265 km.
La competició fou guanyada per l'italià Antonio Negrini (Maino-Clement) per davant dels seus compatriotes Domenico Piemontesi (Oscar Egg-Wolber) i Remo Bertoni (Legnano-Hutchinson).

## Classificació general
|    | Ciclista            | Equip              | Temps      |
| -- | ------------------- | ------------------ | ---------- |
| 1  | Antonio Negrini     | Maino-Clement      | 8h 40' 01" |
| 2  | Domenico Piemontesi | Oscar Egg-Wolber   | m. t.      |
| 3  | Remo Bertoni        | Legnano-Hutchinson | m. t.      |
| 4  | Aldo Canazza        | Wolsit-Hutchinson  | m. t.      |
| 5  | Mario Cipriani      | Ganna-Dunlop       | m. t.      |
| 6  | Michele Mara        | Bianchi-Pirelli    | m. t.      |
| 7  | Giovanni Firpo      | Gloria-Hutchinson  | m. t.      |
| 8  | Pietro Rimoldi      | Individual         | m. t.      |
| 9  | Antonio Fraccaroli  | Individual         | m. t.      |
| 10 | Giovanni Vitali     | Individual         | m. t.      |